# Trận Les Éparges
Trận Les Éparges (hay Trận Combres theo cách gọi của người Đức), là một loạt các trận đánh giành quyền kiểm soát đỉnh Les Éparges giữa Sư đoàn Bộ binh số 12 thuộc Tập đoàn quân số 1 của Pháp và Sư đoàn Bộ binh số 33 của Đế quốc Đức, đã diễn ra từ ngày 17 tháng 2 cho đến ngày 5 tháng 4 năm 1915 trong cuộc Chiến tranh thế giới thứ nhất.
Cuộc giao chiến đã diễn ra trong điều kiện vô cùng khó khăn (mưa, tuyết và bùn lầy). Bộ binh của cả hai phe phải đương đầu với nhau trong vòng nhiều tuần lễ dưới làn đạn của pháo binh. Để chinh phục đỉnh Les Éparges, quân đội Pháp đã phát động một số đợt tấn công. Sau nhiều thiệt hại cho cả hai phía, lính sơn chiến Pháp chỉ giành được một mẩu của cao điểm Les Éparges từ tay quân đội Bayern. Thắng lợi này củng cố chiến tuyến của quân Pháp tại Verdun bằng việc trải rộng nó, tuy nhiên người Pháp không thể thực hiện bước tiến nào nữa. Vì thế, quân đội Đức vẫn làm chủ chỗ lồi St. Mihiel, và đạn pháo của quân Đức từ trên cao điểm Les Eparges tiếp tục giã chiến tuyến của quân Pháp. Tiếp theo sau trận đánh này là một tuần lễ của các đợt tấn công và phản công (xem bài Trận Woëvre). Nhìn chung, mặc dù tướng Herr chỉ huy Quân đoàn VI của Pháp mạnh miệng tuyên bố quân Pháp đã tái chiếm được Les Eparges – có lẽ là để động viên sĩ khí quân đội hoặc là do ông ta thực sự đã nghĩ như vậy. các nỗ lực của quân Pháp nhằm giành lại Saint-Mihiel vào năm 1915 chỉ mang lại thắng lợi nhỏ và thiệt hại rất lớn cho họ.
Trận Les Éparges là một trong những trận đánh điển hình đầu tiên của cuộc chiến tranh: kéo dài hàng tuần, với các cuộc tấn công và phản công đem lại thương vong cao những không tạo nên thay đổi đáng kể về lãnh thổ. Đây là điềm báo cho các trận đánh đẫm máu như Verdun và Somme (1916).